# Răzvan Umbrărescu
Răzvan Petru Umbrărescu (Bacău, 30 juni 1993) is een Roemeens autocoureur.

## Carrière
Umbrărescu begon zijn autosportcarrière in 2016 in diverse races van de Centraal-Europese en Italiaanse Renault Clio Cup voor het Certainty Racing Team. In 2017 stapte hij over naar de GT4 European Series Northern Cup, waar hij afwisselend met Gabriele Piana en Hendrik Still voor RN Vision STS reed. Hij reed in vijf van de zes raceweekenden in de Pro-Am-klasse en behaalde vier overwinningen; twee op de Slovakiaring en een op zowel het Misano World Circuit Marco Simoncelli en het Circuit Zandvoort. Met 150 punten werd hij tweede in de eindstand.
In 2018 bleef Umbrărescu actief in de GT4 European Series met RN Vision als teamgenoot van Piana, maar stapte hierin over naar de Silver-klasse. Hij won een race op Misano en werd met 98 punten zevende in het klassement. Dat jaar reed hij ook enkele races in de 24H GT Series en de Lamborghini Super Trofeo Europe voor Leipert Motorsport, waar hij op het Autódromo Internacional do Algarve een podiumfinish behaalde.
In 2019 reed Umbrărescu enkel in de seizoensopener van de International GT Open voor het team Petri Corse als teamgenoot van Jules Gounon. In 2020 keerde hij terug voor de eerste twee raceweekenden in de klasse voor het Team Lazarus als teamgenoot van Stefano Coletti. Hierna stapte hij over naar de GT World Challenge Europe Endurance Cup, waar hij voor Classic & Modern Racing twee races reed.
In 2021 kwam Umbrărescu uit in de GT World Challenge Europe Sprint Cup voor het AKKA ASP Team als teamgenoot van Gounon. Hij behaalde twee podiumfinishes op Brands Hatch en het Circuit Ricardo Tormo Valencia en werd met 35,5 punten zevende in het kampioenschap. Ook reed hij naast Thomas Drouet, Simon Gachet en Konstantin Teresjtsjenko in de 24 uur van Spa-Francorchamps. In 2022 bleef hij actief in de Sprint Cup bij ASP, ditmaal als teamgenoot van Igor Waliłko. In de Silver Cup waren drie vijfde plaatsen zijn beste race-uitslagen en hij werd met 30,5 punten tiende in het eindklassement.

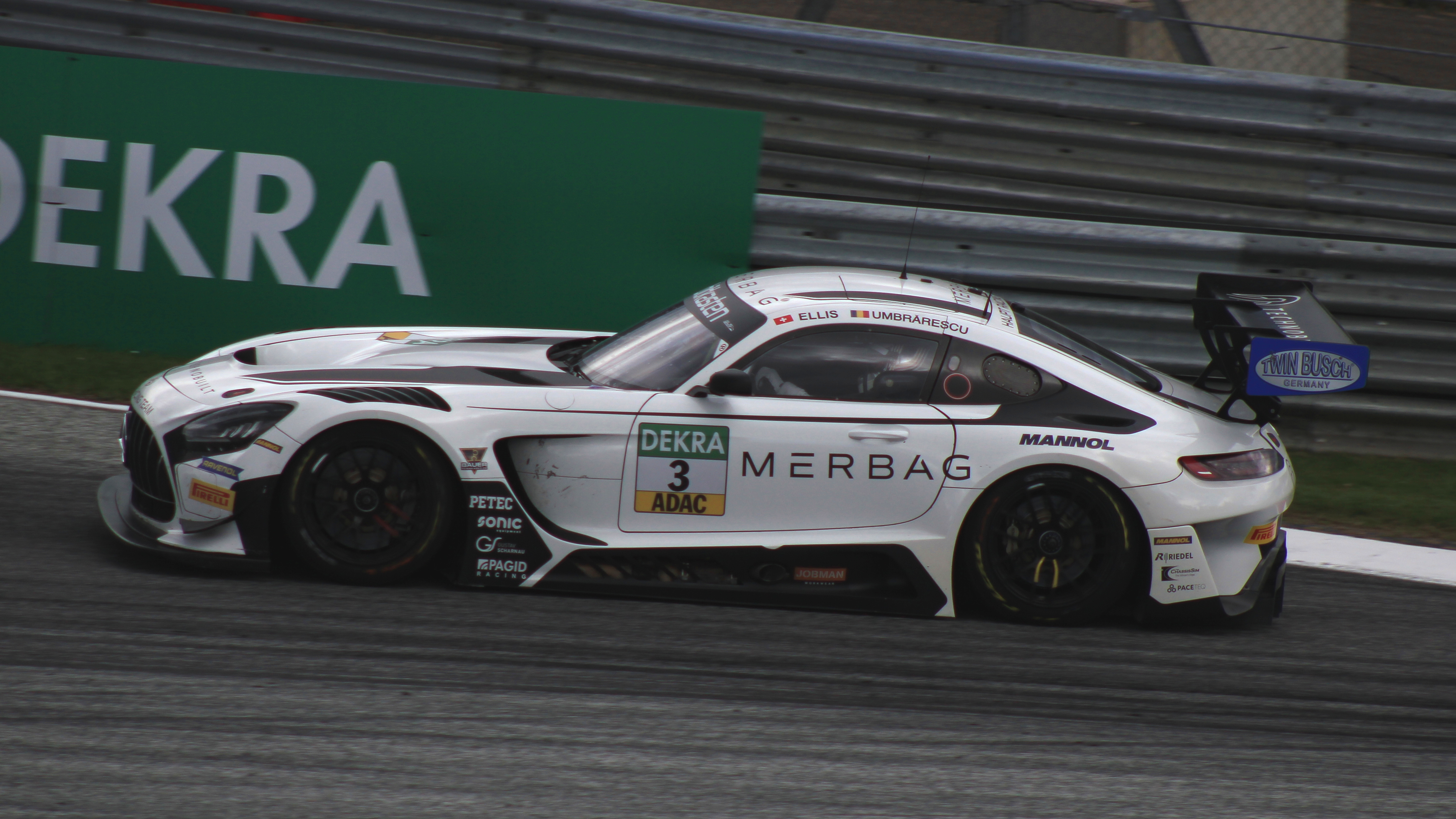
Răzvan Umbrărescu op de Red Bull Ring in 2023.

In 2023 stapte Umbrărescu over naar de ADAC GT Masters, waar hij voor het Haupt Racing Team reed. Hij behaalde vier podiumplaatsen - twee op de Hockenheimring Baden-Württemberg en een op zowel de Sachsenring als de Red Bull Ring - en werd met 142 punten zesde in het kampioenschap. In 2024 keerde hij terug naar de GT World Challenge Europe Sprint Cup, waar hij voor Comtoyou Racing in de Gold Cup naast James Jakes in de races op Hockenheim reed. Hij was ook ingeschreven voor de laatste ronde in Barcelona, maar moest zich vanwege gezondheidsredenen terugtrekken.
In 2025 debuteerde Umbrărescu in de LMGT3-klasse van het FIA World Endurance Championship bij het Akkodis ASP Team als teamgenoot van José María López en Clemens Schmid. In de 6 uur van São Paulo werd hij de eerste Roemeense coureur die een overwinning in het kampioenschap behaalde.